# X-Mas Project
Az X-Mas Project német heavy metal supergroup volt. 1983-ban alakult meg Frankfurtban, és 1995-ben oszlottak fel. Az együttes két nagylemezt és egy középlemezt jelentetett meg, posztumusz kiadásban egy válogatáslemez is megjelent, amely a két stúdióalbumukat tartalmazza. A zenekar hagyományos karácsonyi dalokat (például: Csendes éj, Jingle Bells, I'm Dreaming of a White Christmas) dolgozott fel heavy metal stílusban. Az X-Mas Projectet a Holy Moses, Holy Mother, Rage, Capricorn, Mekong Delta és a Living Death együttesek tagjai alkották.

## Diszkográfia
- Bangin' Around the X-Mas Tree (EP, 1985)
- X-Mas Project (stúdióalbum, 1985)
- X-Mas Project Vol. II (stúdióalbum, 1995)
- X-Mas Project Vol. I & II (válogatáslemez, 1998)